# Bathyphotis tridentata
Bathyphotis tridentata är en kräftdjursart som beskrevs av Knud Hensch Stephensen 1944. Bathyphotis tridentata ingår i släktet Bathyphotis och familjen Corophiidae. Inga underarter finns listade i Catalogue of Life.